# Stadler Citylink
Stadler Citylink (до 2015 року відомий як Vossloh Citylink) — серія трамвай-поїздів, що виготовляються компанією Stadler Rail на її заводі у Валенсії з 2003 року.
На початок 2020-х їх використовують в Іспанії, Німеччині, Угорщині та Великій Британії, British Rail Class 399 працює в мережі трамваю Шеффілда у Великій Британії з вересня 2017 року як перший трамвай-поїзд в країні. Другий трамвай-поїзд, який буде відкритий у Великій Британії — метро Південного Уельсу у 2022 році.

## Використання

### Німеччина

#### Карлсруе

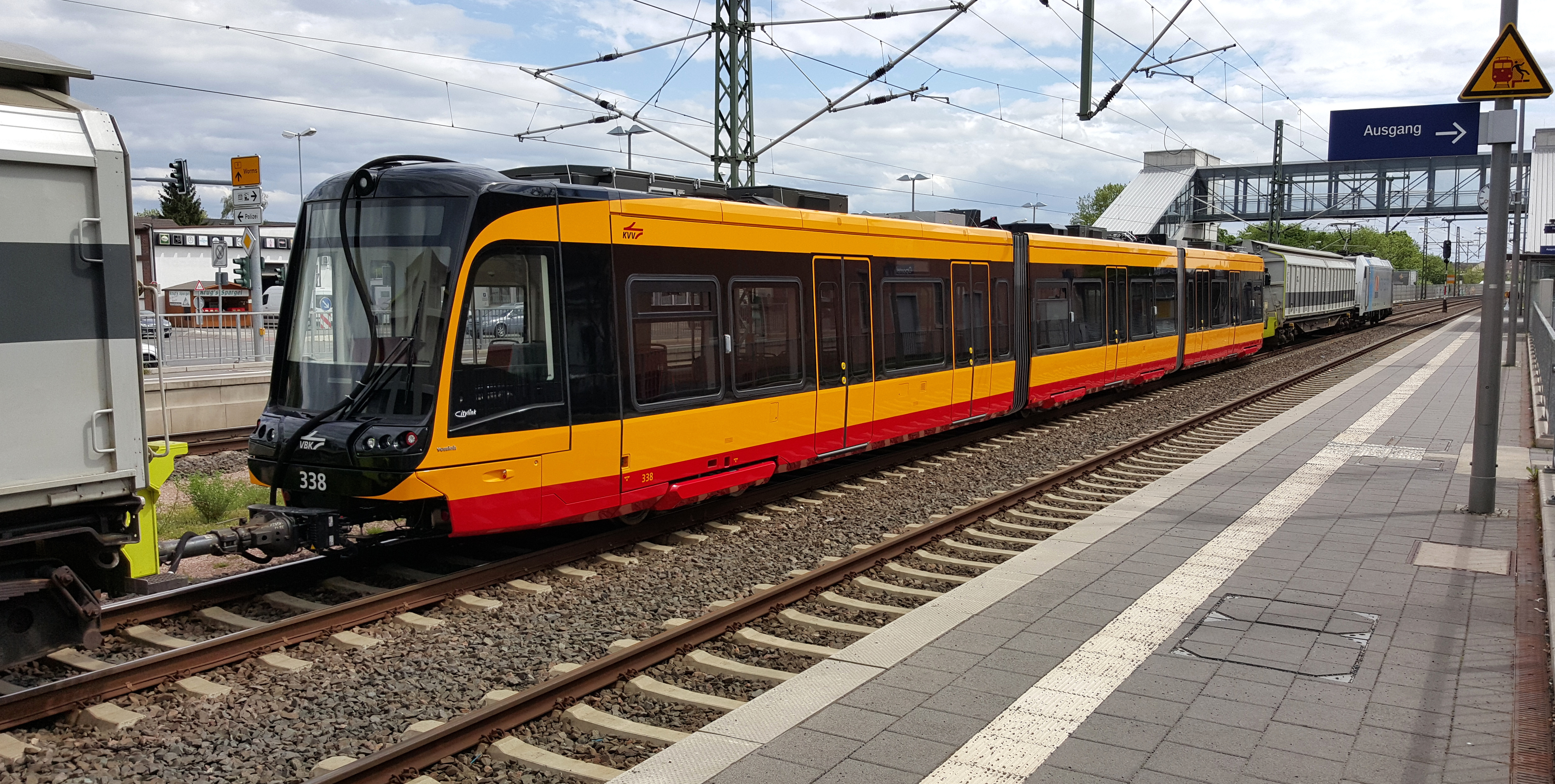
Карлсруе Citylink № 338, під час тестування, травень 2015 року

У жовтні 2011 року компанія Verkehrsbetriebe Karlsruhe замовила 25 трамвай-поїздів Citylink для роботи в мережі Штадтбан Карлсруе.
Замовлення на 75 мільйонів євро також включало ще додаткові 50 Citylinks. Ці Citylinks були відомі як NET 2012, що означає Niederflur Elektrotriebwagen 2012, або з німецької «низькопідлоговий електричний вагон».
Перший Citylink був доставлений до Карлсруе у травні 2014 року, приблизно на сім місяців відстаючи від графіка.
Тестування розпочалося на місцевих залізничних лініях 19 червня 2015 року.
Вони призначені для заміни високопідлогових трамваїв на всіх лініях, за винятком лінії 2, деяким з яких зараз до 50 років і не доступні для інвалідних візків.
Після їх успішного впровадження у квітні 2015 року було замовлено ще 25 вагонів NET 2012. Замовлення ще на 25 Citylinks було розміщено у березні 2016 року.

#### Хемніц
Verkehrsverbund Mittelachsen замовив вісім трамвай-поїздів NET 2012, з можливістю замовлення ще двох, для планового використання в мережі Хемницького трамваю з 2015 року.
У липні 2015 року було замовлено ще чотири.
У вересні 2015 року розпочалися випробування перших трамвай-поїздів.
Chemnitz Citylinks оснащені дизель-генератором, щоб вони могли працювати далеко від електрифікованих маршрутів, а також можуть працювати від електрифікованих ліній 600 В та 750 В постійного струму.
Центральна секція також трохи вище через різну висоту платформи у Хемниці, що дозволяє дверям у центральній секції бути на одному рівні з вищими платформами, а іншим дверям — на одному рівні з нижчими платформами.
Перший Citylink введений в експлуатацію Хемницьким трамваєм 4 квітня 2016 року.

### Іспанія

#### Аліканте

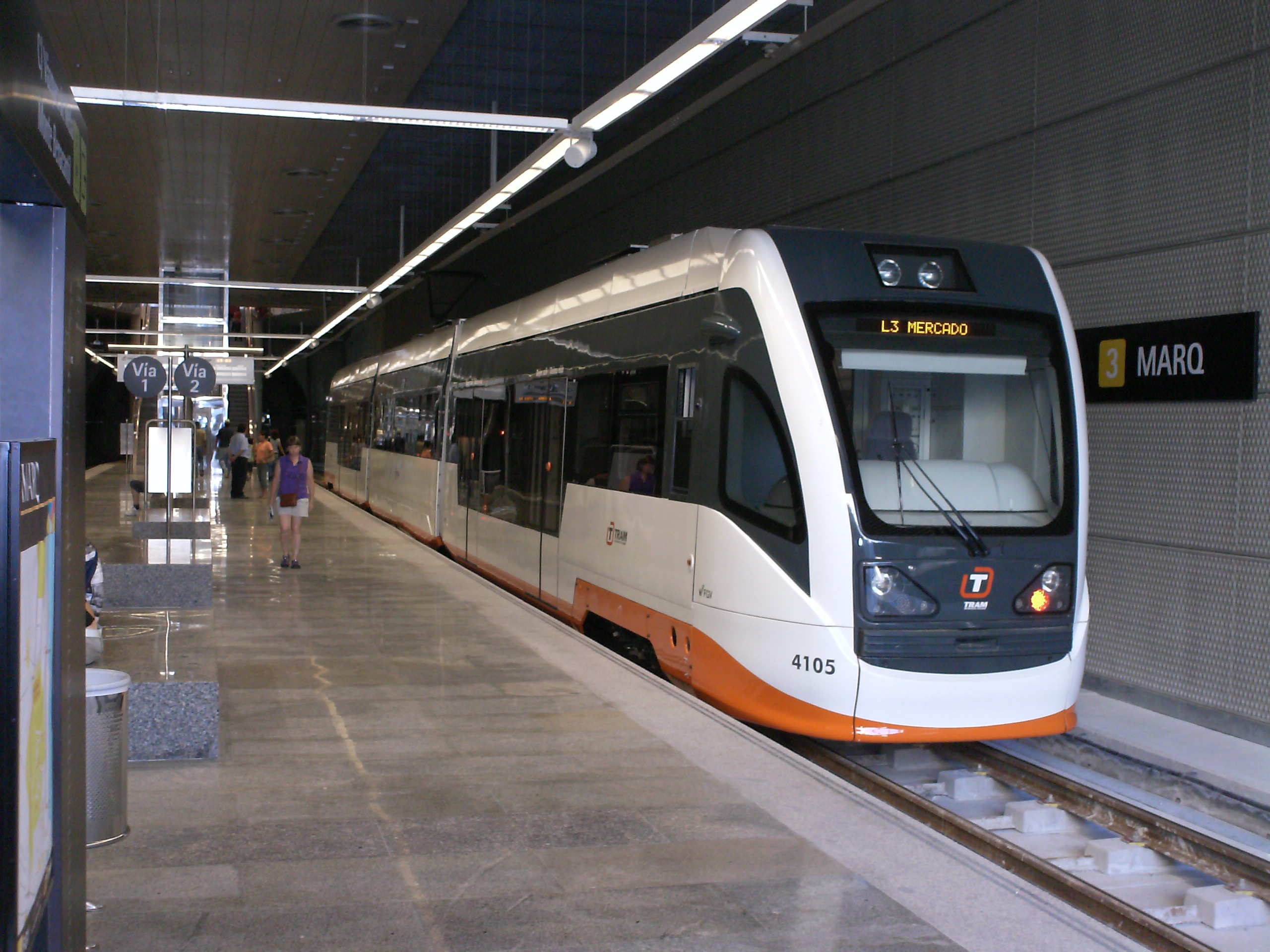
Трамвай Аліканте серії 4100 Citylink

Дев'ять трамвайних потягів Vossloh Citylink були замовлені Ferrocarrils de la Generalitat Valenciana для використання на лініях 1 і 3 трамвайної мережі Аліканте.
Вони мають максимальну місткість 303 пасажири та максимальну швидкість 100 км/год, і класифікуються як серія 4100 трамвайної мережі Аліканте. Контракт на будівництво цих вагонів становить близько 43,3 мільйона євро.

#### Майорка

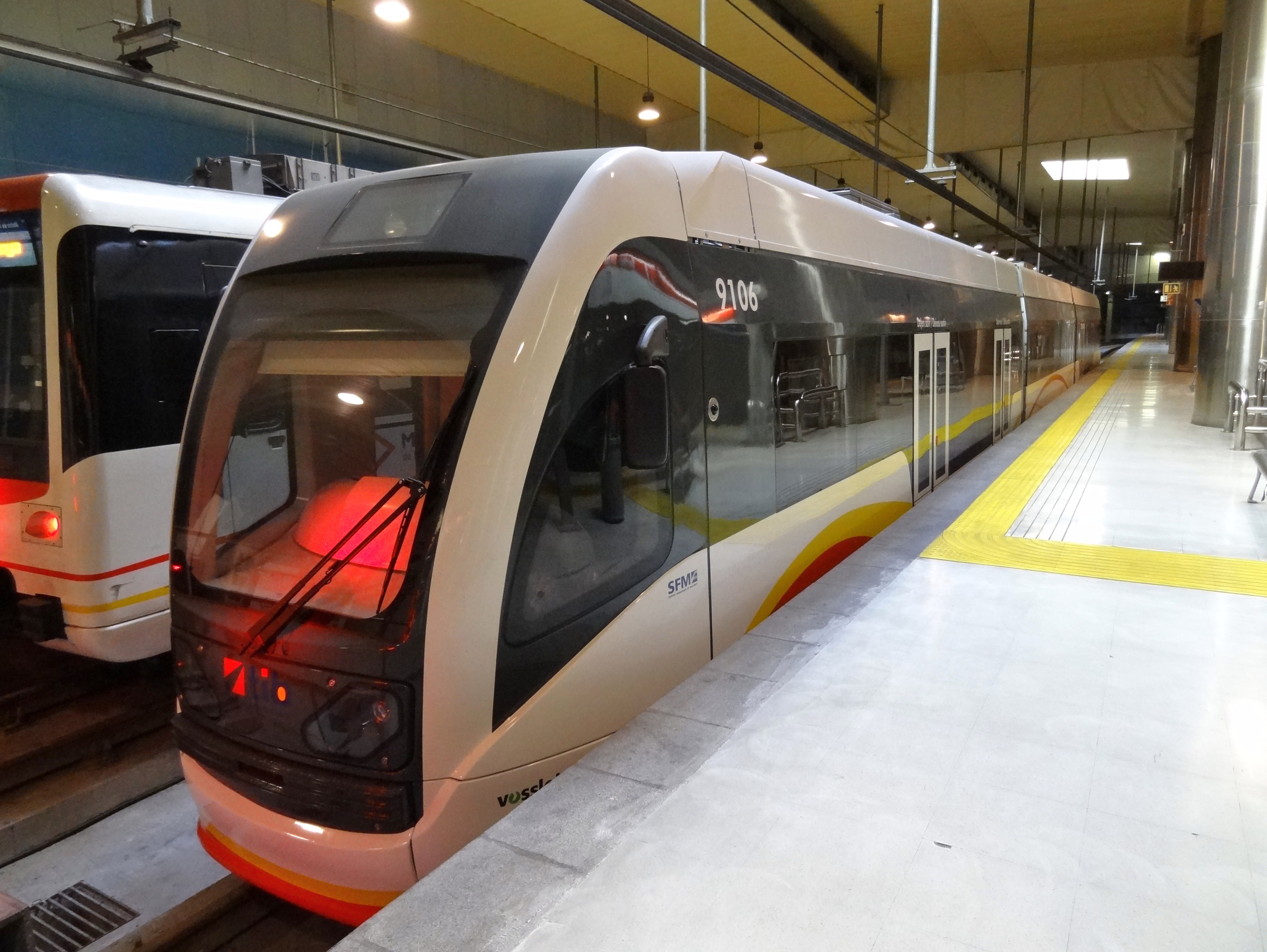
На кінцевій зупинці Плаца-де-Еспаніа трамвай-потяг Mallorca Citylink

«Serveis Ferroviaris de Mallorca» замовив шість Citylinks у 2011 році для роботи на новій залізниці Манарок — Арта, яку планувалося відновити у 2012 році. Проте будівництво лінії було призупинено у 2013 році, і зараз Citylinks використовується на інших лініях Майорки.

#### Валенсія

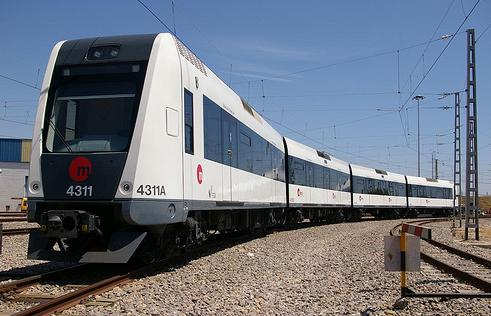
Чотиривагонний трамвай-потяг Metrovalencia Citylink

Ferrocarrils de la Generalitat Valenciana замовила 62 трамвай-потяги Vossloh Citylink для використання на лініях 1, 3 і 5 системи Metrovalencia, поставки відбулися в 2007 році. Вони класифікуються в мережі як трамваї серії 4300; з них 42 чотиривагонні, решта 20 одиниць формуються з 5 вагонів.

### Сполучене Королівство

#### Шеффілд
У 2008 році Міністерство транспорту оголосило, що Шеффілд буде використовуватися як місце для першого трамвай-потягу у Сполученому Королівстві в рамках загальнонаціональної пілотної схеми.
Спочатку планувалось запровадити трамвай-потяг вздовж Пеністонської залізниці від Шеффілда до Гаддерсфілда; Але запровадили залізницею Дірн-валлі між Шеффілдом і Ротергем-Паркгейт через Ротергем-Сентрал.

У 2013 році Sheffield Supertram розмістила замовлення на сім трамвай-потягів Citylink для використання у новій лінії трамвай-поїзді Шеффілд — Ротергем, що відкрито у жовтні 2018 року.
Дизайн Supertram Citylink заснований на дизайні нових трамваїв NET 2012, замовлених Карлсруе та Хемніц.
Supertram Citylinks — трамваї з подвійною напругою, здатні працювати на повітряній електрифікації 750 В постійного струму, яка використовується в мережі Supertram, і 25кВ 50Гц змінного струму, яка встановлюється на лінії Дірн-валлі до Ротергема та використовується в інших місцях національної залізничної мережі.
Перший Supertram Citylink був доставлений 30 листопада 2015 року. Останній транспортний засіб було доставлено 20 листопада 2016 року. Перший введено в експлуатацію в існуючій мережі у вересні 2017 року.

#### Метро Південного Уельсу
У червні 2018 року було оголошено, що для метро Південного Уельсу Transport for Wales Rail придбає 36 3-вагонних трамвайних поїздів Stadler Citylink.
Вони працюватимуть у режимі поїзда на північ від Центрального Кардіфф-Сентраль, перемикаючись на режим акумуляторного трамваю на залізниці Бюттаун.
Вони обслуговуватимуть залізниці Мертір і Рондда, а також лінії Кардіфф-Сіті.
Ці трамвай-поїзди перемикаються на акумуляторний режим під мостами та тунелями, що відкидає потребу у дороговартісній реконструкції понад 50 споруд метрополітену Південного Уельсу.

### Угорщина

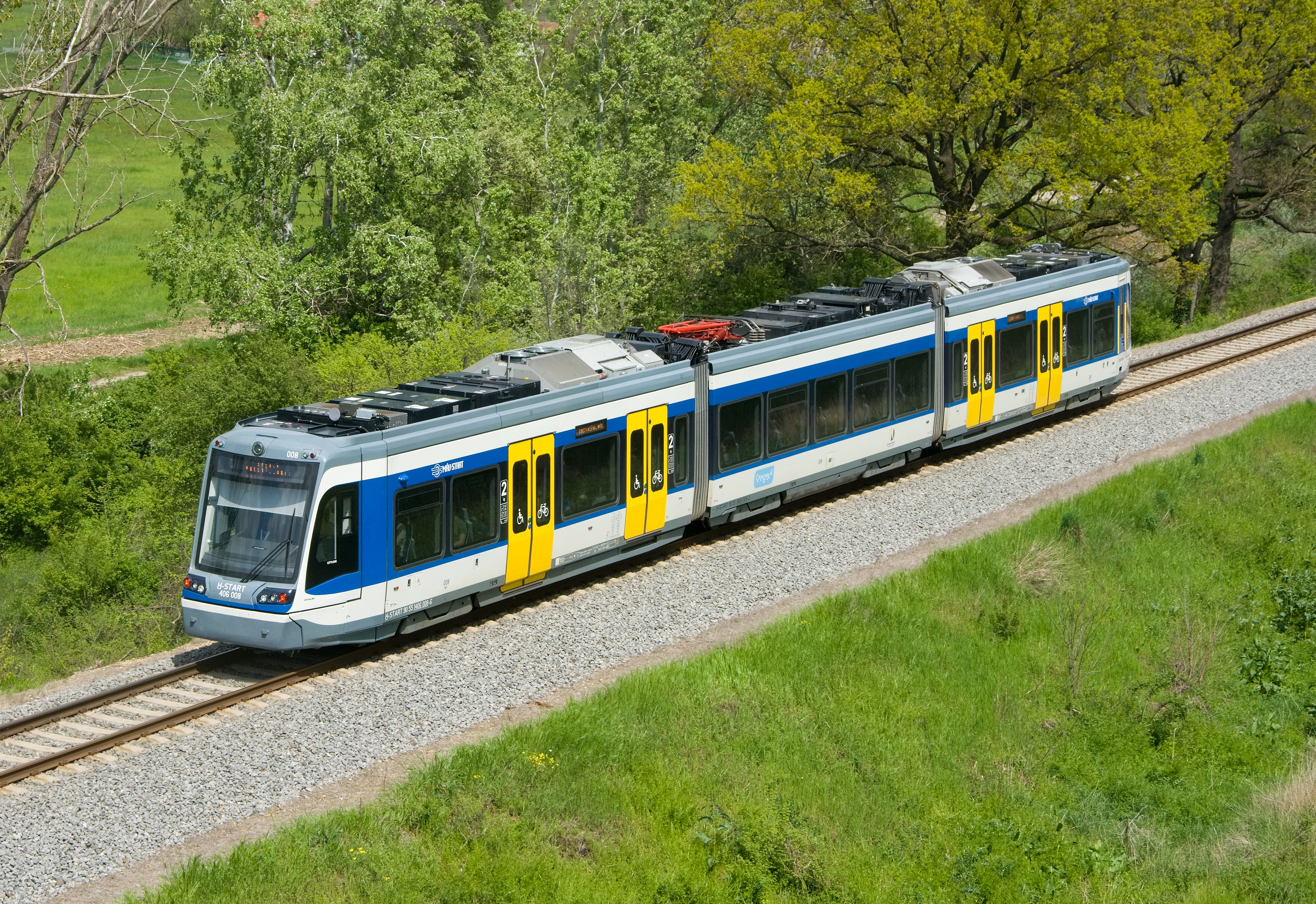
Трамвай Stadler Citylink MÁV-Start

#### Сегед
Угорська державна залізниця MÁV-Start замовила 12 поїздів для трамвай-поїзда Сегед — Годмезевашаргей. Перший Citylink (як угорський Class 406 001) був доставлений у січні 2021 року, а випробування 3-вагонових агрегатів розпочалися на початку березня на щойно збудованій лінії між двома містами. Наприкінці листопада 2021 року було відкрито трамвайне сполучення.